# Mitsubishi Saturn

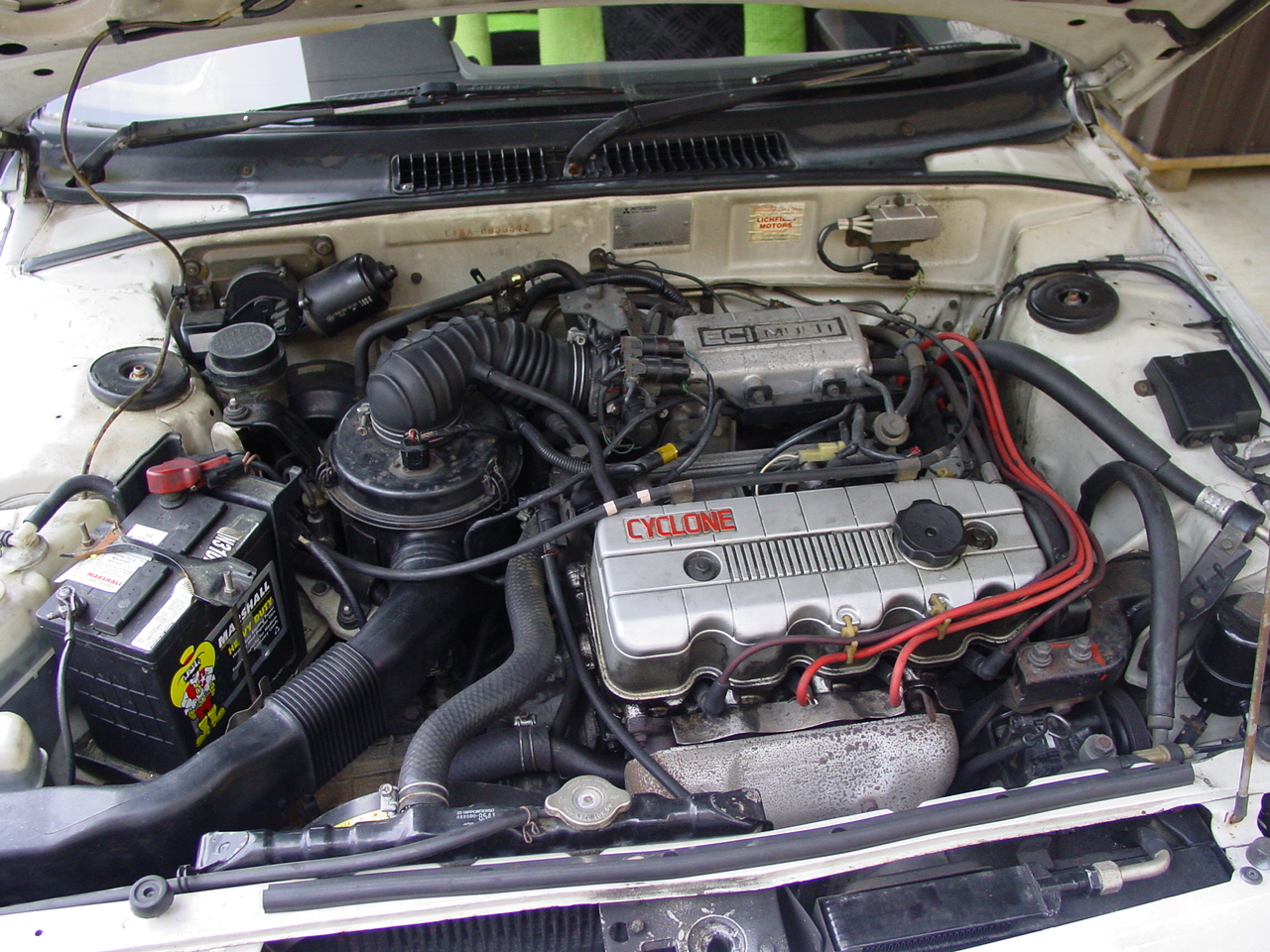
Двигатель 4G32 ECI на Mitsubishi Mirage

Двигатели Mitsubishi серии 4G3 или Saturn — рядные четырёхцилиндровые бензиновые двигатели внутреннего сгорания, производящиеся Mitsubishi Motors с 1969 по 1999 год. Впервые были представлены на Mitsubishi Colt Galant. С 1970 по 1976 год в семейство входил 2-литровый рядный шестицилиндровый двигатель. Ранние модификации имели клапанный механизм с цепной передачей, а поздние — ремённую передачу с балансировочными валами.

## 4G30
- Объём: 1,3 л (1289 см3)
- Клапанов: 8
- Клапанный механизм: SOHC
- Мощность: 87 л. с. (65 кВт)
- Диаметр х ход поршня: 73 × 77 мм

## 4G31
- Объём: 1,5 л (1499 см3)
- Клапанов: 8
- Клапанный механизм: SOHC
- Мощность: 95—105 л. с. (71—78 кВт)
- Диаметр х ход поршня: 74,5 × 86 мм

## 4G32
- Объём: 1,6 л (1597 см3)[1]
- Клапанов: 8
- Клапанный механизм: SOHC
- Мощность: 74 л.с.
- Диаметр х ход поршня: 77 × 86 мм

Также существовала модификация с турбонаддувом 4G32T  мощностью 110 л. с. (82 кВт).

## 4G33
- Объём: 1,4 л (1440 см3)
- Диаметр х ход поршня: 73 × 86 мм

## 4G35
- Объём: 1,7 л (1686 см3)
- Клапанов: 8
- Мощность: 105—115 л. с. (78—86 кВт)
- Диаметр х ход поршня: 79 × 86 мм

## 4G36
- Объём: 1,2 л (1239 см3)
- Диаметр х ход поршня: 73 × 74 мм

## 4G37
- Объём: 1,8 л (1755 см3)
- Клапанов: 8
- Степень сжатия: 9,5:1
- Диаметр x ход поршня: 80,6 × 86 мм

## 6G34
- Объём: 2,0 л (1994 см3)
- Цилиндров: 6
- Клапанов: 12